# Magna (peinture)
Pour les articles homonymes, voir Magna.
Magna est une marque de peinture acrylique développée par l'Américain Leonard Bocour (en) au milieu du XXe siècle. La matière s'enlève avec de l'essence de térébenthine. Elle a été extensivement utilisée par le peintre Roy Lichtenstein au cours de sa vie d'artiste, et notamment pour peindre In the Car et Whaam! en 1963.